# Chasmistes brevirostris
Chasmistes brevirostris är en fiskart som beskrevs av Cope, 1879. Chasmistes brevirostris ingår i släktet Chasmistes och familjen Catostomidae. IUCN kategoriserar arten globalt som starkt hotad. Inga underarter finns listade i Catalogue of Life.